# Eckankar
Pour les articles homonymes, voir Eck.

Un logo d'Eckankar.

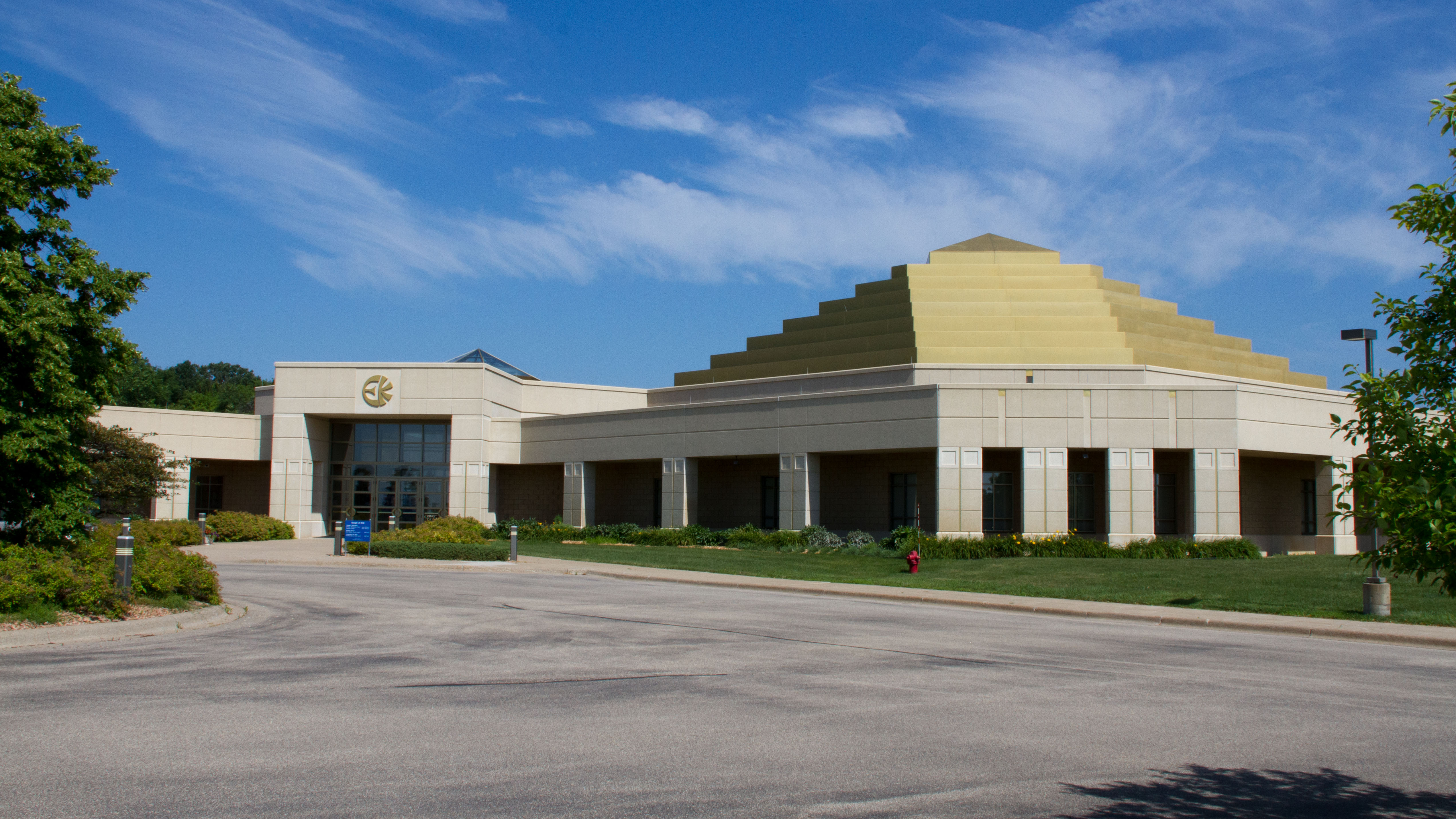
Temple de ECK, Chanhassen, États-Unis.

Eckankar est un mouvement religieux, reprenant diverses pratiques et croyances de l'hindouisme, du sikhisme et du soufisme, fondé aux États-Unis en 1965. Il se définit comme « la voie de la liberté spirituelle » et prétend fournir un chemin spirituel vers la compréhension de soi comme âme éternelle et le développement des états de conscience supérieurs.
Paul Twitchell est le fondateur du mouvement Eckankar. Le Maître actuel est Sri Harold Klemp, dont le titre spirituel est Mahanta, le Maitre Eck Vivant, Mahanta étant considéré comme l'état de conscience le plus élevé qu'un être humain puisse atteindre sur cette Terre. Un adhérent de la religion est appelé Eckiste. Le siège du mouvement est à Chanhassen, dans le Minnesota, au sud-ouest de Minneapolis. Là bas se trouve, le Temple de ECK, une chapelle extérieure, un bâtiment administratif, ainsi que le Campus spirituel ECK.

## Définitions
Dans le glossaire du mouvement, Eckankar est un terme qui signifierait « co-travailleur » ou « collaborateur » de Dieu. Le ECK est également présenté comme un mot pour désigner l'Esprit Saint aussi connu en tant que « Le courant de vie audible », « La force de vie » et « La lumière et le son de Dieu ».
Eckankar est décrit comme « la voie de la liberté spirituelle », « la religion de la Lumière et du Son de Dieu », « l'ancienne science du Voyage de l'Âme », et « Un mode de vie ».
Linguistiquement, cependant, Eckankar dérive de Ekankār ou Ik Oankār (sanskrit Eka Omkara), le nom de Dieu donné par Guru Nanak et le premier mot de la Mul Mantra (récité tous les jours par les Sikhs), la Japji Sahib, et le Sri Guru Granth Sahib (sikh saintes Écritures). Le mot ek ou ik est le numéro un en hindi, ourdou et pundjabi (du sanskrit Eka). Ekankar, lorsqu'il est écrit dans l'alphabet Gurmukhi, est l'un des deux symboles de la foi sikh (l'autre étant le khanda) et peut être trouvé écrit ou dessiné sur les articles sikhs, des véhicules automobiles et dans tous les édifices sikhs et Gurdwara (temple).
Beaucoup de termes d'Eckankar trouvent leur origine en Asie centrale, cependant, ils ont leurs propres signification et application dans le contexte d'Eckankar.

## Principe de fondement des eckistes
Bien que Paul Twitchell ait fondé Eckankar en 1965, il est dit aux Eckistes que le fondement des enseignements d'Eckankar remonte au-delà du début de l'existence humaine,, sans en apporter la preuve formelle. Le chef spirituel d'Eckankar se fait appeler « Mahanta et Maître ECK Vivant ». Selon les enseignements d'Eckankar, Il fonctionne comme un guide à la fois intérieur et extérieur pour le progrès spirituel individuel de chaque membre. Paul Twitchell (nom spirituel : Peddar Zaskq) a servi comme chef spirituel du mouvement de 1965 jusqu'à sa mort en septembre 1971.
Puis Darwin Gross (en) (nom spirituel : Dap Ren), a pris les rênes avec l'aide de la veuve de Paul Twitchell, à laquelle il s'est plus tard marié et a servi jusqu'au 22 octobre 1981, date à laquelle il confie les rênes du mouvement à Harold Klemp.
En 1983, le mouvement se divise alors que Gross et Klemp s'accusent mutuellement.
La plus grande partie du mouvement suit Harold Klemp (nom spirituel : Wah Z prononcé Wah Zi), qui était dans la haute direction d'Eckankar et en est devenu le nouveau chef spirituel depuis 1981. Les pouvoirs et les titres spirituels de Mahanta et Maître ECK Vivant sont donnés au nouveau Maître ECK Vivant.
Le fondateur, avant de créer son propre mouvement, avait été membre du Sant Mat puis de la Scientologie. Paul Twitchell présentait la philosophie de son mouvement comme celle d'une très ancienne tradition.

## Enseignements
L'un des principes de base est que l'âme (le vrai soi) peut être séparée du corps physique et être consciemment en plein voyage spirituel dans d'autres plans de la réalité. Eckankar met l'accent sur les expériences spirituelles personnelles comme les moyens les plus simples et naturels de retourner à Dieu. Ceux-ci sont atteints via le Voyage de l'Âme, en déplaçant la prise de conscience du corps dans les plans intérieurs de l'existence. Le but de ces pratiques est toujours de libérer son âme vers sa source spirituelle, en l'unifiant à l'énergie intérieure du son et de la lumière. L'Absolu est nommé Sugmad et de lui, émane une voix, un son divin qui porte le nom « Eck ».
Certains mantras ou des chants sont utilisés pour faciliter la croissance spirituelle. Un exercice spirituel d'Eckankar important est le chant du HU. Le HU a été utilisé dans les traditions mystiques soufis  et autres, et est vu à Eckankar comme un « chant d'amour adressé à Dieu ». Il est prononcé comme le mot anglais you (ou hiou) dans un soupir de longue haleine après une grande inspiration et est chanté pendant environ une demi-heure. Les ECKistes le chantent seuls ou en groupe. Ils croient au fait que le chant du HU procure une expansion de l'état de conscience pour s'élever vers l'Être divin et qu'il peut accroître la sensibilité, mener à une expérience d'amour divin, guérir les cœurs brisés, offrir réconfort dans les moments douloureux, et apporter la paix et le calme,. Les ECKistes croient également au fait que cette pratique permet à l'étudiant de prendre du recul à partir des sens physiques et des émotions, et de se retrouver, spirituellement en tant qu'âme, d'un point de vue plus élevé. Le HU peut aussi être écouté à travers le chant des oiseaux, le son d'une cascade, le rugissement continu des vagues, le bourdonnement des abeilles, le bruit d'un aspirateur… puisque les sons de l'Esprit Saint, le ECK, se retrouvent dans toute la nature. Le ECK peut être perçu comme une rivière lumineuse et sonore.
Les rêves sont considérés comme d'importants outils pédagogiques. Les membres tiennent souvent des carnets de bord, concernant leurs rêves pour faciliter l'étude. Selon les adeptes d'Eckankar, le voyage à l'état de rêve sert souvent de porte d'entrée au Voyage de l'Âme, où le déplacement de sa conscience s’élève de plus en plus. Les enseignements d'Eckankar disent que les rêves sont un moyen efficace pour l'élimination des fardeaux et chaînes karmiques. Ils considèrent que le symbolisme des rêves est propre à chacun de nous et qu'il ne devrait pas exister de symbolisme général des rêves ou dictionnaire onirologique, puisque chacun d'entre nous effectue sa propre expérience intérieure.
Eckankar enseigne que la « libération spirituelle » dans sa vie est accessible à tous et qu'il est possible d'atteindre la Réalisation du Soi (la réalisation de soi en tant qu'âme) et la réalisation de Dieu (la réalisation de soi comme une étincelle de Dieu) dans sa vie présente. La carte de membre des adhérents à Eckankar déclare : « Le but visé d'Eckankar a toujours été de raccompagner l’Âme dans son cheminement jusqu'à la divine source ».
Le but spirituel final de tous les ECKistes est de devenir un « collaborateur » de Dieu,.
Le Shariyat-Ki-Sugmad, qui signifie « Voie de l’Éternel », est la sainte Écriture d'Eckankar. Le Shariyat, comme les ECKistes l'appellent, est un ensemble de deux livres qui racontent le sens spirituel et le but de chaque âme écrit par le Mahanta, l'actuel chef d'Eckankar.
Certaines des croyances fondamentales enseignées dans le Shariyat-Ki-Sugmad comprennent le Voyage de l'Âme, le karma, la réincarnation, l'amour, la lumière et le son, et bien d'autres sujets spirituels. Les ECKistes croient au fait que le Sugmad est la source inépuisable de toutes les formes qui ont été créés, et que le ECK, le courant sonore, sort du Sugmad pour ensuite s'écouler dans les dimensions inférieures.
Le Shariyat-Ki-Sugmad est un ensemble de deux livres et peut désormais être considéré comme l'écriture sainte d'Eckankar, mais il y a aussi une série d'écrits Satsang qui sont disponibles avec une adhésion annuelle à Eckankar. Il y a également des classes Satsang disponibles pour étudier les discours avec les autres membres, aussi bien qu'individuellement.

## Culte
Eckankar met l'accent sur les expériences spirituelles personnelles perçues comme les moyens les plus simples et naturels de retourner à Dieu. Ceux-ci sont atteints par les exercices spirituels ECK. Eckankar propose d'ailleurs un exercice spirituel hebdomadaire  sur son site Internet officiel (en anglais).
Eckankar organise des chants du HU et des services de culte dans la plupart des grandes villes et de nombreuses zones locales à travers le monde. Le Chant du HU Communautaire est présenté comme un service à la région et est ouvert aux personnes de toutes confessions. Il se compose de 20 minutes de chant du HU suivies d'une contemplation de cinq minutes. Un service de culte ECK comprend généralement le chant et la contemplation, une conversation ou discussion de groupe avec les membres du clergé Eckankar, et inclut souvent des arts créatifs et des discussions de groupe. Eckankar organise un séminaire mondial en octobre et un séminaire de printemps à chaque année. Eckankar organise également des séminaires annuels dans les pays à travers le monde. Les séminaires ECK comprennent des interventions de ECKistes qui racontent en général leurs premières expériences avec Eckankar, des arts créatifs, des ateliers, des groupes de discussion et diverses autres activités.

## Croyance
Les notions de karma et de la réincarnation aident à expliquer les situations de la vie comme le jeu de causes passées.
La croyance au fait que les individus sont responsables de leur propre destin et que leurs décisions déterminent leur avenir sont des concepts importants à Eckankar. Les adhérents d'Eckankar se rencontrent dans les services publics et les classes ouvertes pour discuter de leurs expériences personnelles, des sujets, des livres et des discours.
Selon le Département d'État américain, la branche nigériane de Eckankar décrit ses croyances comme « une religion syncrétique fondée en 1965 au Nigeria qui voit la passion humaine comme un obstacle à l'unification des qualités divines d'une personne ».

## Situation actuelle
Le Temple principal d’Eckankar (4 600 m2) a été consacré à Chanhassen, dans le Minnesota, le 22 juillet 1990.
Le symbole Eckankar ECK apparaît sur la liste pour le placement des emblèmes de la croyance sur des pierres tombales et des jalons du gouvernement par le département des Anciens combattants des États-Unis.

## Controverse
Certains organismes mettent en doute la validité des affirmations de Paul Twitchell. Par ailleurs, d'autres pays, comme la France, l'ont classée comme secte, comme par la Commission parlementaire sur les sectes en France qui l'avait incluse dans sa liste de mouvements sectaires du rapport no 2468 de décembre 1995.
Ce premier rapport qui avait établi une liste de 173 « mouvements sectaires », a été depuis 2005, considéré comme obsolète, tant par le gouvernement et les parlementaires, que comme « complètement caduc » par le président de la MIVILUDES. La circulaire Raffarin de 2005 ajoute que le recours à des listes est à éviter « au profit de l'utilisation de faisceaux de critères » ; un second rapport présentant un bilan de la situation financière de ces mouvements a été élaboré en 1999, enfin, un troisième rapport relatif à l'influence des mouvements à caractère sectaire et aux conséquences de leurs pratiques sur la santé physique et mentale des mineurs a été rendu public le 19 décembre 2006.
Des accusations de plagiat ont été faites à l'encontre de Paul Twitchell après sa mort en 1971. Preuves à l'appui, il a été démontré par plusieurs auteurs que Paul Twitchell s'est approprié des paragraphes entiers des livres d'autres auteurs, en modifiant parfois les noms ou adaptant simplement la terminologie à son mouvement. Il y a aussi des preuves de mensonges utilisés par Paul Twitchell à propos de sa naissance et d'autres faits. Après la rupture avec Darwin Gross, Gail Atkinson, l'ex femme de Paul Twitchell a produit un témoignage disant que toute cette histoire d'Eckankar était une invention de son défunt mari Paul Twitchell. Selon plusieurs sources, l'ouvrage The Far Country serait un plagiat de With a Great Master in India et le Shariyat-Ki-Sugmad de The Path of the Masters de Julian Johnson écrit en 1939. Eckankar présente les écrits de Twitchell comme ceux d'un « Maitre compilateur ».
Voici la réponse concernant ces accusations sur le site officiel (langue originale en anglais) :
« Les enseignements élevés de ECK avaient été dispersés aux quatre coins du monde. Les différents maîtres avaient chacun des pièces et des morceaux de celui-ci, mais ils leur attachaient des petites d'exigences, ou obligations : vous devez être un végétarien, ou alors vous avez à méditer tant d'heures par jour si vous voulez vraiment être un vrai disciple sur le chemin vers Dieu. Tout cela était mauvais pour notre époque. Il a donc été adapté pour une autre culture. Paul sélectionna tout l'enseignement et prit le meilleur. Bien que cela puisse être une chose étrange à dire, en ce sens, je le vois comme un maître compilateur. Il a rassemblé les enseignements d'or qui ont été dispersés à travers le monde et les a rendus facilement disponibles pour nous. Alors maintenant, nous n'avons plus le sentiment que nous devons passer dix ou quinze ans dans un ashram en Inde, assis dans la poussière avec les mouches, ou enfermé dans une petite cellule murée sans aucune attention pour le monde extérieur, afin de vivre la vie spirituelle ».
Une autre des controverses d'ECKANKAR est la nomination de Darwin Gross comme Mahanta et Maitre ECK vivant par Gail Atkinson, veuve de Paul Twitchell qui a prétendu avoir reçu une vision de Paul Twitchell.
À l'Île Maurice, l'empoisonnement au cyanure de dix personnes en 2004, dont certaines victimes avaient été membres d'Eckankar (et portaient le médaillon d'Eckankar sur elles au moment de la mort), d'abord présenté comme un suicide collectif, a amené le mouvement dans les feux des projecteurs pendant quelques semaines, jusqu'à ce que la thèse de la secte soit abandonnée par la police au profit de la piste d'une mise en scène à la suite de transactions foncières illégales et d'une vaste escroquerie ne concernant pas le mouvement.